# فابريزيو جريلو
فابريزيو جريلو (بالإيطالية: Fabrizio Grillo)‏ (2 فبراير 1987 بروما في إيطاليا - ) هو لاعب كرة قدم إيطالي في مركز الدفاع. شارك مع منتخب إيطاليا تحت 15 سنة لكرة القدم ومنتخب إيطاليا تحت 16 سنة لكرة القدم ومنتخب إيطاليا تحت 17 سنة لكرة القدم. أما مع النوادي، فقد لعب مع سسكا صوفيا ونادي بيسكارا ونادي روما ونادي سيينا ونادي فاريسي ونادي كروتوني وايه إس دي سامبينديتيس كالتشيو ‏ واتحاد بافيا لكرة القدم ونادي أريتسو.

## روابط خارجية
- فابريزيو جريلو على موقع قاعدة بيانات كرة القدم.إي يو (الإنجليزية)
- فابريزيو جريلو على موقع Soccerway.com (الإنجليزية)
- فابريزيو جريلو على موقع عالم كرة القدم.نت (الإنجليزية)
- فابريزيو جريلو على موقع AS.com (الإسبانية)